# Klenová (Klatovy)
Klenová é uma comuna checa localizada na região de Plzeň, distrito de Klatovy.
O município ocupa uma área de 4,21 quilômetros quadrados, e tem uma população de 123 mil habitantes (em 28 de agosto de 2006).
Klenová fica a aproximadamente 9 km de Klatovy, 48 km do sul de Plzeň e 120 km do sudoeste de Praga.

## Galeria

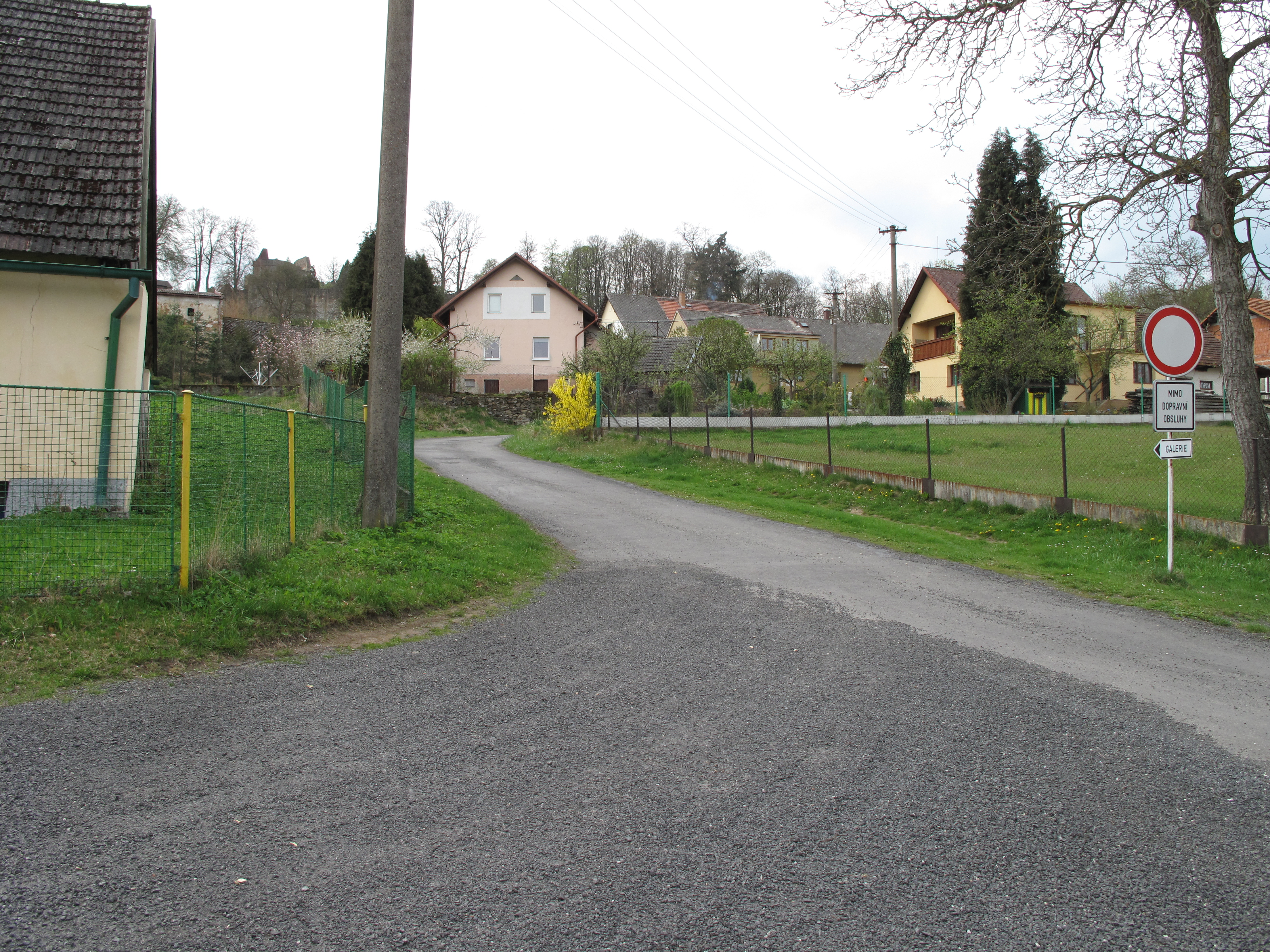
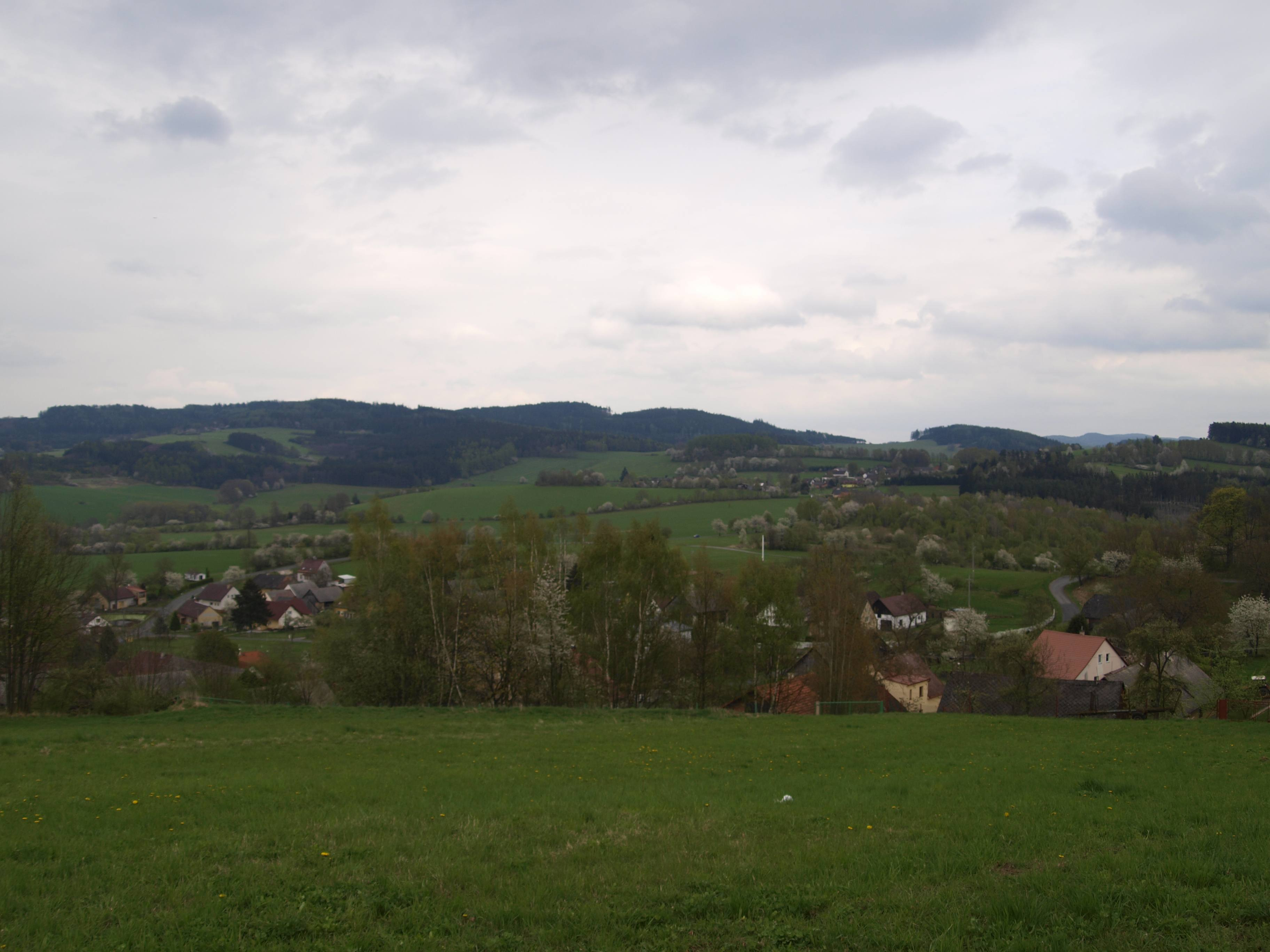
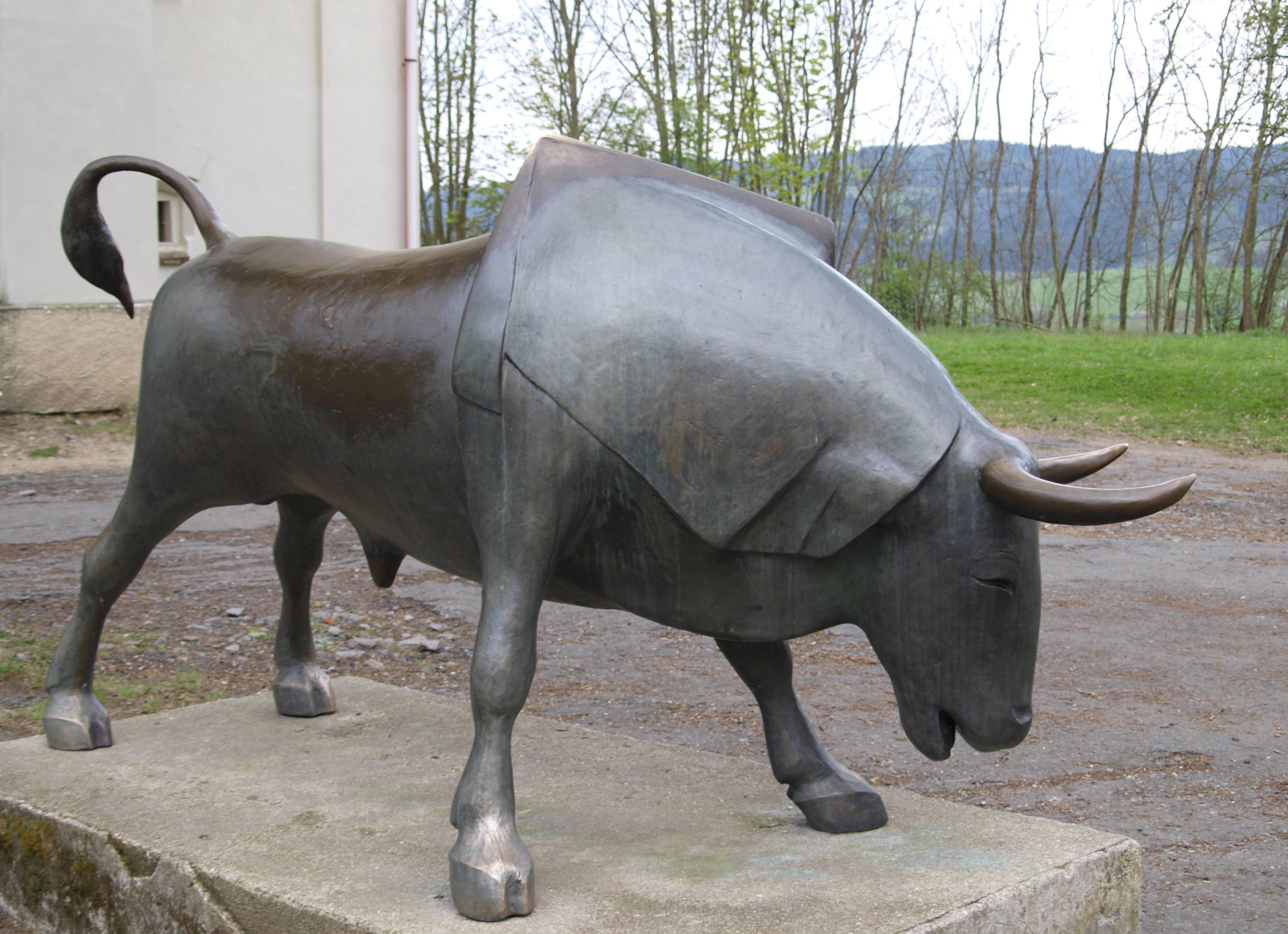